# Frankfurter Verlagsanstalt
Die Frankfurter Verlagsanstalt (FVA) ist ein deutscher literarischer Buchverlag. Sie hatte zwei gleichnamige Vorläufer. Der heute bestehende Verlag wurde 1987 gegründet und wird seit 1994 von Joachim Unseld geführt.

## Geschichte

### 1920 bis 1938
Erstmals wurde eine „Frankfurter Verlags-Anstalt AG“ 1920 gegründet. Der Verlag etablierte sich in Frankfurt am Main (Grüneburgweg 98) und in Berlin. Schwerpunkte des Verlagsprogramms waren Architektur, Städtebau sowie Kunstgewerbe. Der Verlag veröffentlichte beispielsweise von 1921 bis 1936 das „Städel-Jahrbuch“ des Frankfurter Städelschen Kunstinstituts und 1924 die Erinnerungen von Alfred Nathaniel Oppenheim an dessen Großvater Moritz Oppenheim. Auf Grund der Nürnberger Gesetze wurde der Verlag 1938 liquidiert.

### 1951 bis 1953: Kogon und Andersch
Die zweite Frankfurter Verlagsanstalt wurde 1951 von Eugen Kogon und Alfred Andersch gegründet. Das Programm bestand zunächst im Wesentlichen aus umgebundenen Beständen des Stockholmer Exilverlags Neuer Verlag. Im Umkreis der von Kogon herausgegebenen Frankfurter Hefte erschienen  u. a. Werke von Lion Feuchtwanger und Heinrich Mann.
Schwerpunkt waren junge Autoren der deutschen Nachkriegsliteratur. In Anlehnung an die von Andersch betreute Sendereihe Abendstudio erschien die Buchreihe studio frankfurt mit Erstveröffentlichungen von Ingeborg Bachmann (1953 erschien ihr erster Gedichtband Die gestundete Zeit). Weitere Autoren waren Heinrich Böll, Arno Schmidt, Wolfgang Hildesheimer, Reinhard Federmann und Milo Dor. Wegen Geldmangels musste die Reihe nach einem Dutzend Bände eingestellt werden, bald darauf war auch der Verlag finanziell am Ende.

### 1987 bis 1994: Schöffling und Löffler
Am 30. Januar 1987 erfolgte die dritte Gründung durch Ida und Klaus Schöffling als „Frankfurter Verlagsanstalt GmbH“. Der Verlag veröffentlichte in einem literarisch ambitionierten Programm vorwiegend zeitgenössische Autoren wie Eva Demski, Reinhard Kaiser, Jan Koneffke, Klaus Modick, Jochen Schimmang, Burkhard Spinnen, Ror Wolf, Valery Larbaud und Sylvia Plath. Doch schon 1994 drohte wieder das Aus: Henner Löffler, stiller Teilhaber und Finanzier des Verlags, hatte vor dem Hintergrund drohender Verluste ohne Rücksprache mit den Autoren die Gesellschaftsverhältnisse geändert, was zu einem Eklat führte: Am 8. November 1992 verließen die Autoren geschlossen den Verlag. In der gemeinsamen Erklärung der Autoren heißt es:
„Die Frankfurter Verlagsanstalt ist am 30. Oktober 1992 für uns Autoren überraschend von einem ihrer Gesellschafter und Geschäftsführer zu 100 % übernommen worden. Der Diplomkaufmann Henner Löffler ist seitdem der alleinige Besitzer und für die Verlagsarbeit Verantwortliche. Mit Klaus Schöffling, Ida Schöffling und Ulrich Sonnenberg scheiden alle aus, die in den letzten fünf Jahren die Frankfurter Verlagsanstalt zu dem machten, was sie für uns Autoren ist: ein Verlag, in dem ein geistiges und menschliches Klima herrschte, das jeden von uns auf besondere Art und Weise zur literarischen Arbeit anregte, der das Entstehen unserer Werke kenntnisreich begleitete und sie mit Kompetenz und Engagement präsentierte und vertrat. Wir hatten in der alten Frankfurter Verlagsanstalt einen literarischen Verlag gefunden, auf den wir nicht verzichten möchten. Wir sehen keine Möglichkeit, das, was die alte Frankfurter Verlagsanstalt war, unter völlig veränderter Leitung wiederzuerkennen und erklären ausnahmslos, daß wir in der jetzigen FVA-Frankfurter Verlagsanstalt-Henner Löffler GmbH keine weiteren Werke veröffentlichen werden.“
Am 22. Februar 1993 teilte Löffler mit, die FVA an den Zürcher Haffmans Verlag verkauft zu haben. Der Haffmans Verlag führte den Vertrieb weiter, doch neue Publikationen erschienen nicht mehr.

### Seit 1994: Joachim Unseld
Am 1. Oktober 1994 übernahm Joachim Unseld die FVA. Unseld, der Sohn des Suhrkamp-Verlegers Siegfried Unseld und ursprünglich dessen designierter Nachfolger, hatte sich wenige Jahre zuvor mit seinem Vater entzweit. Nun begann er ohne Autoren und mit nur noch wenigen Rechten die FVA von Grund neu aufzubauen. Zur Frankfurter Buchmesse 1995 erschien das erste Programm mit dem Debüt von Ernst-Wilhelm Händler, der Erzählsammlung Stadt mit Häusern, sowie einer sechsbändigen Werkausgabe von Ror Wolf. Seither verlegt Unseld ein konsequent literarisches Programm.
Ab 1996 begann man, statt eines Frühjahrsprogramms die Bemühungen des Verlags auf jeweils ein einzelnes Buch zu konzentrieren, das „Frühjahrsbuch“. Das Erste dieser Frühjahrsbücher war der Roman Die Zinkwanne von Margaret Mazzantini. Danach erschienen Debüts wie 1997 Das Blütenstaubzimmer von Zoë Jenny, ein Roman, der sich bis heute in über 500.000 Exemplaren verkaufte und in 27 Sprachen übersetzt wurde. Es folgten die ebenfalls mit Preisen ausgezeichneten ersten Romane von Christoph Peters (Stadt, Land, Fluß, 1999), Marion Poschmann (Baden bei Gewitter, 2002), Nora Bossong (Gegend, 2006), Thomas von Steinäcker (Wallner beginnt zu fliegen, 2007) bis zu den aktuellen Debüts von Julia Wolf (Alles ist jetzt, 2015),  Sandra Weihs (Das grenzenlose Und, 2016) und Mareike Fallwickl (Dunkelgrün fast schwarz, 2018).
Besondere Aufmerksamkeit errang die FVA durch Künstlerumschläge: Jonathan Meese, Thomas Ruff, Karin Kneffel und zuletzt Neo Rauch gestalteten Umschläge für jeweils ein komplettes literarisches Buchprogramm der FVA.

## Schwerpunkte und Autoren
Die neue FVA unter Unseld positionierte sich ganz bewusst als finanziell unabhängiger, literarischer Kleinverlag mit allen dadurch implizierten Risiken und Problemen. Dazu Unseld:
„Im Herbst 1995 haben wir unser erstes Programm vorgestellt. Seither haben wir uns verpflichtet, nur wenige ausgesuchte Bücher neuer herausragender Autoren zu veröffentlichen und an die Stelle ‚viel zu vieler‘ austauschbarer Bücher, ein kleines aber dezidiert junges und literarisches Programm mit wirklich lohnender Qualität zu setzen. Dabei ist es geblieben.“
Zu den Autoren des Verlages zählten und zählen:
Alfred Andersch, Juliane Baldy, Juan Bas, J.R. Bechtle, Mario Bellatin,
Claire Beyer, Elisabeth Bishop,
Silvio Blatter, Thilo Bock, Britta Boerdner,
Antonia Bontscheva, Nora Bossong, Geneviève Brisac,
Elisabeth Bronfen, Hans Christoph Buch, Lasha Bugadze, Marc Buhl,
Anthony Burgess, Javier Calvo, Mathieu Carrière, Ruth Cerha, Paule Constant, Laurence Cossé, Anthony Cronin, Pauline Delabroy-Allard, 
Antonio Delfini,
Eva Demski, Nicolas Dickner, Marc Dugain,
Lucía Etxebarria, Stuart Evers, Mareike Fallwickl, Mario Fortunato, Margaux Fragoso, Christian Frascella, Vilma Fuentes, Anna Galkina, Tristan Garcia, Dagoberto Gilb, Victoria Glendinning,
Dieter M. Gräf, Susanne Gregor, Bettina Gundermann, Günter Hack, Dorothée Haeseling, Joachim Hammann,
Ernst-Wilhelm Händler, Nino Haratischwili, Selina Hastings,
Christa Hein,
Peter Henning,
Kai Hensel, Klaus Hensel,
Ted Hughes, 
Zoë Jenny,
Marcus Jensen, Marielouise Jurreit,
Reinhard Kaiser, Otto Kallscheuer, Stephan Kaluza, Fee Katrin Kanzler, Matthias Karow,
Tanja Kinkel,
Bodo Kirchhoff,
Olivia Kleinknecht, Elsa Koester, Jan Koneffke, Anna Kordsaia-Samadaschwili,
Menis Koumandareas,
Chris Kraus, Sabine Kray,
Rita Kuczynski, Helmut Kuhn, 
Thomas Kunst, Nestan Kwinikadze, Amanda Lasker-Berlin, Pavel Lembersky, Ulla Lenze,
José Lezama Lima, Irina Liebmann, Demian Lienhard,
Gert Loschütz, Marcel Maas, Luigi Malerba, Elsemarie Maletzke, Julia Malik, Giorgio Manganelli, Otto Marchi, Mariello Marianelli, Thomas Martini, Julijana Matanović,
Margaret Mazzantini,
Nikola Anne Mehlhorn, Tamta Melaschwili, Maka Mikeladze,
Klaus Modick,
Quim Monzó,
Besnik Mustafaj, Karoline Menge, Alfred Neven DuMont, Nigel Nicolson, Klaus Nonnenmann, Guðmundur Óskarsson,
Sergi Pàmies, Fernando del Paso,
Christoph Peters, Richard Pietraß,
Sylvia Plath,
Marion Poschmann,
Minka Pradelski, Angela Praesent, Jacques Presser, Yann Queffélec, Maya Rasker, Ana Maria del Rio, Isaac Rosa, Julia Rothenburg, 
Jochen Schimmang,
Arno Schmidt, Roberto Schopflocher,
Marie-Alice Schultz, Annette Seemann, Steven Sherrill,
Corinna T. Sievers, Isabel-Clara Simó, Hannah Simon,
Edith Sitwell, Stefanie Sourlier,
Volker Spierling, Burkhard Spinnen, Verena Stauffer,
Thomas von Steinaecker, Anne Stevenson,
Thomas Strittmatter, Lawrence Sutin, Livia Veneziani Svevo, Géza Szöcs, Eka Tchilawa, Emma Tennant,
David Thomson, Ekaterine Togonidze,
Jean-Philippe Toussaint, David Trueba, Pablo Tusset, Leopold Tyrmand, Ángela Vallvey, Guntram Vesper,
Michael Wallner, Sandra Weihs,
Thomas Weiss,
Wolfgang Weyrauch, Julia Wolf, Ror Wolf,
Leonard Woolf, Peter Zingler und Marcia Zuckermann.

## Auszeichnungen
- 2011: Hotlist-Preis für das beste Buch des Jahres eines Independent-Verlags für den Roman Mein sanfter Zwilling der Autorin Nino Haratischwili
- Für ihren 1280 Seiten starken Roman Das achte Leben. Für Brilka erhielt Nino Haratischwili den Bertolt-Brecht-Preis (2018), den Anna-Seghers-Preis (2015), den Schiller-Gedächtnispreis (2019) und den Literaturpreis „Text & Sprache“ des Kulturkreises der deutschen Wirtschaft (2015)
- 2016: Ulla Lenze erhielt den Literaturpreis „Text & Sprache“ des Kulturkreises der deutschen Wirtschaft für Die endlose Stadt
- Die FVA verlegt das Gesamtwerk von Bodo Kirchhoff, der für Widerfahrnis 2016 den renommierten Deutschen Buchpreis für den besten Roman des Jahres 2016 zugesprochen bekam
- 2019: Deutscher Verlagspreis
- 2021: Hessischer Verlagspreis[4]
- 2023: Deutscher Verlagspreis[5]